# Paul Henricot

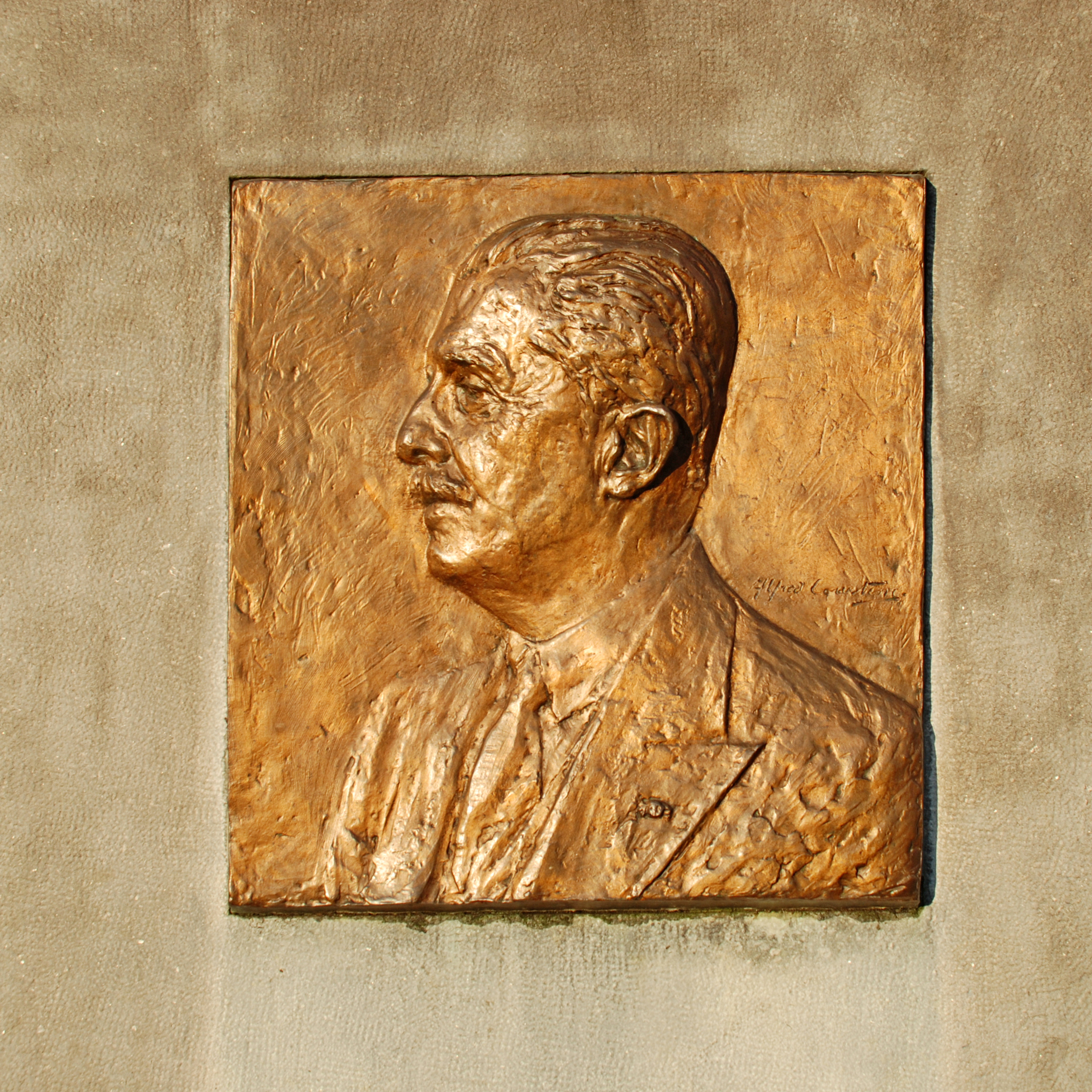
Paul Henricot

Paul Emile Constant Henricot (Court-Saint-Étienne, 5 september 1873 - Brussel, 30 mei 1948) was een Belgisch senator.

## Biografie
Zoals zijn vader Emile Henricot promoveerde Paul tot mijningenieur (1899) aan de Universiteit van Luik en kwam aan het hoofd van de Usines Emile Henricot.
Hij trouwde met Célina Cousin (1880-1969). Ze kregenn twee kinderen, Jacques (1903-1970), die trouwde met een dochter van senator Ernest Nolf, en Suzanne (1907-1985), die trouwde met senator Pierre Warnant (1905-1967).
Henricot was gemeenteraadslid en schepen van Court-Saint-Étienne vanaf 1910. In augustus 1924 werd hij verkozen tot liberaal provinciaal senator voor Brabant, een mandaat dat hij vervulde tot in 1946. Van 1937 tot 1946 was hij fractieleider voor zijn partij.